# Philippe Dauman
Philippe Dauman (1 de marzo de 1954) es el expresidente y CEO de Viacom. Desempeña este cargo desde septiembre de 2006. Desde 1994 hasta 2000, fue miembro del comité ejecutivo de Viacom y vicepresidente ejecutivo a cargo de las operaciones estratégicas, asuntos legales y gubernamentales, recursos humanos y administración, la supervisión de Paramount Pictures Entertainment, Showtime Networks y Simon & Schuster. También fue director en propiedad de Redstone CBS Corporation hasta septiembre de 2006.

## Biografía
Creció en la ciudad de Nueva York y es hijo del fotógrafo de la revista Life Henri Dauman. A los 13 años, obtuvo 1.600, entonces la mayor puntuación posible en el SAT (examen estandarizado de Estados Unidos para acceder al instituto). En la Universidad de Yale se enamoró de la hermana de su compañero de habitación, quien se convertiría en su esposa. 
Se graduó de la Facultad de Derecho de la Universidad de Columbia en 1978 y empezó a trabajar para la firma de abogados Shearman & Sterling, donde ganaba 25.000 dólares anuales como asociado. Después de dos años en la oficina de París de la empresa, regresó a Nueva York para trabajar en el grupo de empresas de Stephen Volk. En 1987 tuvo un papel de asesor en la OPA hostil de Redstone a Viacom. Seis años después, Dauman aceptó una oferta de Viacom para ser vicepresidente senior y consejero general, puesto por el que ganaba 553,000 dólares al año, con un bono de 900.000 dólares. En 1994 ganó 2,3 millones de dólares.
De 1993 a 1998, fue también consejero general de Viacom.
En 2009, Dauman y Viacom lanzaron la iniciativa de educación Get Schooled junto con la Fundación Bill y Melinda Gates. El objetivo era aumentar la concienciación de la crisis en las escuelas públicas de Estados Unidos. También fue sede de la conferencia de educación Get Schooled el 8 de septiembre de 2009.
También es uno de los directores de Lafarge, y está en la Junta de Directores de la Fundación KIPP, una red nacional de inscripción abierta en las escuelas públicas gratuitas para preparar a los alumnos el acceso a la universidad en las comunidades marginadas. También es miembro de la Academia de las Artes y las Ciencias, de Business Roundtable, del Comité Ejecutivo de National Cable & Telecommunications Association, de la Junta de Fideicomisarios de The Paley Center for Media, la Junta de Síndicos de la Fundación de North Shore-Long Island Jewish Health System, del Comité Ejecutivo del Hospital Lenox Hill y de la Junta Directiva y del Consejo de la Facultad de Derecho de la Universidad de Columbia.
Adoptó una postura firme sobre la reproducción de los contenidos de Viacom en YouTube. Discutió cuestiones de derecho de autor con el cofundador de YouTube, Chad Hurley, y estaba interesado en la elaboración de un acuerdo. Sin embargo, no llegaron a un acuerdo sobre los términos de publicidad.
En los años 1970 se casó con Deborah Dauman Ross. Tienen dos hijos, Philippe, Jr. y Alexandre.